# 北砂緑道公園
北砂緑道公園（きたすなりょくどうこうえん）は、東京都江東区北砂にある区立緑道公園である。
江東区スポーツ会館から進開橋（明治通り）までの範囲の小名木川沿いに位置する。1991年（平成3年）4月1日に開園、その後1992年（平成4年）、1995年（平成7年）と段階的に拡張された。敷地の一部は旧小名木川駅の用地を利用している。
1991年（平成3年）6月には園内の小名木川の護岸を利用し、幅10mにわたって区内の草花を描いた陶板を配置した芸術作品が作られた。この作品は『花草の譜』と題するもので、園内にはこのほかに『渦中のゴンベッサ』という題の作品も建てられている。
公園のある地域は俳人の石田波郷が1946年から12年間暮らした場所で、生誕100年にあたる2013年（平成25年）には園の入口に生誕100年記念碑が、園内には句碑が建てられた。句碑は波郷が小名木川駅を詠み込んだ句を高さ150cm、幅240cmの御影石に刻み込んだもので、290万円をかけて建設され、11月16日に除幕式が行われた。
また園内には三原山噴火の際に江東区に避難した伊豆大島島民から贈られたヤブツバキが植えられている。